# Cala en Basset
Cala en Basset és una cala de roques del municipi d'Andratx, a Mallorca. Està situada a uns quants quilòmetres al nord-oest de Sant Elm. Només és accessible a peu o per mar. Des de Sant Elm, es tarda 30 minuts a arribar a la cala.
Està situada entre la costa dels Grecs i el morro de sa Rajada, al peu de La Trapa i la Torre de Cala en Basset i en front de La Dragonera. Té una longitud de 40 metres i una amplària de 25 metres. L'únic servei d'aquesta platja és una zona de pícnic en un bosc proper.
La cala es troba documentada des del 1252. Pren el nom de Bernat Basset, propietari de la possessió La Palomera. El mapa d'Antonio Zatta li dona el nom de Porto Dragón.